# أوريو كانافيزي
أوريو كانافيزي هي بلدية في مدينة تورينو الحضرية، في منطقة بيمنتة الإيطالية، وتقع على بعد حوالي 30 كيلومتر شمال شرق مدينة تورينو . اعتبارًا من 31 ديسمبر 2004، بلغ عدد سكانها 799 نسمة ومساحتها 7.1 كيلومتر مربع.
تقع حدود أوريو كانافيزي على حدود البلديات التالية: ميرسيناسكو، سان جورجيو كانافيزي، مونتالينغي، وبارون كانافيزي.